# Pulau Tonton
Pulau Tonton är en ö i Indonesien.   Den ligger i provinsen Kepulauan Riau, i den västra delen av landet, 900 km norr om huvudstaden Jakarta. Arean är 0,37 kvadratkilometer.
Terrängen på Pulau Tonton är platt. Öns högsta punkt är 35 meter över havet. Den sträcker sig 0,6 kilometer i nord-sydlig riktning, och 0,9 kilometer i öst-västlig riktning.